# Magdalena Bogusławska
Magdalena Bogusławska – polska slawistka kulturoznawczyni, specjalizująca się w kulturoznawstwie południowosłowiańskim (serbistyka, macedonistyka), dr hab. nauk humanistycznych, profesor w Instytucie Slawistyki Zachodniej i Południowej Uniwersytetu Warszawskiego.

## Kariera zawodowa
Ukończyła studia z zakresu polonistyki i slawistyki na Uniwersytecie Warszawskim. W latach 1999–2000 pracowała jako lektorka języka polskiego na Uniwersytecie św. św. Cyryla i Metodego w Skopju. W 2004 obroniła pracę doktorską pt. Teatr i dramat południowosłowiański wobec tradycji widowiskowych regionu (promotor: prof. Krzysztof Wrocławski). W tym samym roku rozpoczęła pracę na stanowisku asystenta w Instytucie Slawistyki Zachodniej i Południowej UW.
W 2016 na tej samej uczelni uzyskała stopień doktora habilitowanego, na podstawie rozprawy Obraz władzy we władzy obrazu : artystyczne konceptualizacje wizerunku Josipa Broza Tity. W tym samym roku objęła funkcję kierownika Zakładu Literatur i Kultur Słowiańskich w Instytucie Slawistyki Zachodniej i Południowej UW. Była promotorką jednej rozprawy doktorskiej.
Prowadzi badania nad kulturą słowiańskich Bałkanów, specjalizując się w tematyce widowisk kulturowych, współczesnych praktyk artystycznych oraz animacji kulturowej. Należy do interdyscyplinarnego Zespołu Badań Kultury Komunizmu w Europie Środkowej i na Bałkanach, w ramach którego realizuje projekty badawcze związane z fenomenem socjalistycznej Jugosławii. Jest autorką lub współautorką pięciu książek, ponad 50 artykułów naukowych, a także redaktorką tomów zbiorowych poświęconych tematyce bałkańskiej i badaniom nad kulturą komunizmu. W jej dorobku znajdują się także tłumaczenia poezji macedońskiej na język polski (Zorana Ančevskiego, Petre Andreevskiego, Lidiji Dimkovskiej, Katicy Kjulavkovej i Liljany Dirjan).

## Publikacje

### Monografie
- Teatr u źródeł : dramat i teatr południowosłowiański wobec tradycji widowiskowych regionu, Instytut Slawistyki Zachodniej i Południowej. Uniwersytet Warszawski, Warszawa 2006.
- Obraz władzy we władzy obrazu : artystyczne konceptualizacje wizerunku Josipa Broza Tity, Wyd. Libron, Warszawa & Kraków 2015.

### Współautorstwo książek
- Polacy w Bośni, Polacy o Bośni : przewodnik bibliograficzny z komentarzami (wspólnie z Krzysztofem Wrocławskim i Norbertem Różyckim), Uniwersytet Warszawski. Instytut Slawistyki Zachodniej i Południowej, Warszawa 2003
- Polska i Czarnogóra : bibliografia, komentarze, (wspólnie z Krzysztofem Wrocławskim, Małgorzatą Kryską i Norbertem Różyckim), Uniwersytet Warszawski. Instytut Slawistyki Zachodniej i Południowej, Warszawa 2007.
- Polska i Macedonia : bibliografia, komentarze, studia, (wspólnie z Krzysztofem Wrocławskim, Małgorzatą Kryską i Norbertem Różyckim), Uniwersytet Warszawski. Instytut Slawistyki Zachodniej i Południowej, Warszawa 2009.

### Redakcja tomów zbiorowych
- Bunt tradycji. Tradycja buntu. Księga jubileuszowa dedykowana Profesorowi K. Wrocławskiemu, współredakcja tomu z Grażyną Szwat-Gyłybową, Warszawa 2008.
- Czytać, wędrować, być. Tom dedykowany Profesorowi Zdzisławowi Daraszowi, współredakcja tomu z Jasminą Suler-Galos i Joanną Goszczyńską, Warszawa 2016.
- Komunistyczni bohaterowie, t. 1: Tradycja, kult, rytuał, red. z Zuzanną Grębecką i Ewą Wróblewską-Trochimiuk, Warszawa 2011.
- Komunistyczni bohaterowie, t. 2: Przemiana, bunt, odrzucenie, red. z Zuzanną Grębecką i Ewą Wróblewską-Trochimiuk, Kraków – Warszawa 2012.
- Komunizm na peryferiach. Rubieże ideologii i rzeczywistości społecznej, red. z Zuzanną Grębecką, Warszawa – Kraków 2013.
- Popkomunizm. Doświadczenie komunizmu a kultura popularna, red. z Zuzanną Grębecką, Warszawa 2010.
- Zmysłowy komunizm. Somatyczne doświadczenie epoki, red. z Zuzanną Grębecką i Robertem Kulmińskim, Warszawa – Kraków 2014.